# Данн, Райан
Ра́йан Мэ́ттью Данн (англ. Ryan Matthew Dunn; 11 июня 1977, Медина, Огайо — 20 июня 2011, Уэст-Гошен, Пенсильвания) — американский актёр, получивший всемирную известность за счёт проектов «Чудаки», «Да здравствует Бэм!» и «Квартирный погром». Также являлся членом команды CKY. Райан принимал участие в съёмках фильма Бэма Марджеры «Хаггард», который основан на реальных событиях из его жизни. Актёру посвящён фильм «Несносный дед».

## Биография
Данн родился в Медине, штат Огайо и переехал в Уэст-Честер, штат Пенсильвания с родителями в юности в попытке избавиться от начинающихся наркотических проблем. Данн впервые прославился после появления в фильме CKY, в котором он вместе с другими друзьями Бэма вытворяли всевозможные пакости. Как утверждал Бэм, Райан совершенно не умел водить машину: в молодости он попал в аварию с Бэмом, Крисом Раабом и Джессом Марджерой. Машина вылетела на встречную полосу и перевернулась. Джесс, в результате аварии, получил травму запястья.
В 2006 году, Данн и Бэм Марджера приняли участие в Gumball 3000 на Lamborghini Gallardo, которая принадлежит Бэму.

### Гибель
20 июня 2011 года в 3.30 ночи, Райан Данн погиб в автомобильной катастрофе в городе Вест Гошен, штат Пенсильвания. По данным полиции автомобиль — Porsche 911 GT3 — зарегистрированный на имя Данна и управляемый им же на высокой скорости вылетел в лесополосу, врезался в дерево и загорелся. В автомобиле вместе с Данном находился его друг Захари Хартвелл. Автомобиль до прибытия пожарных успел выгореть дотла, актёра опознали по татуировкам. Полиция установила, что скорость автомобиля на момент аварии была 225 км/час. Содержание алкоголя в крови актёра вдвое превышало допустимую норму. Его друг Захари также скончался до приезда медиков.